# Dysdaemonia boreas
Dysdaemonia boreas là một loài bướm đêm thuộc họ Saturniidae. Loài này có ở México to Guyanas.

## Hình ảnh

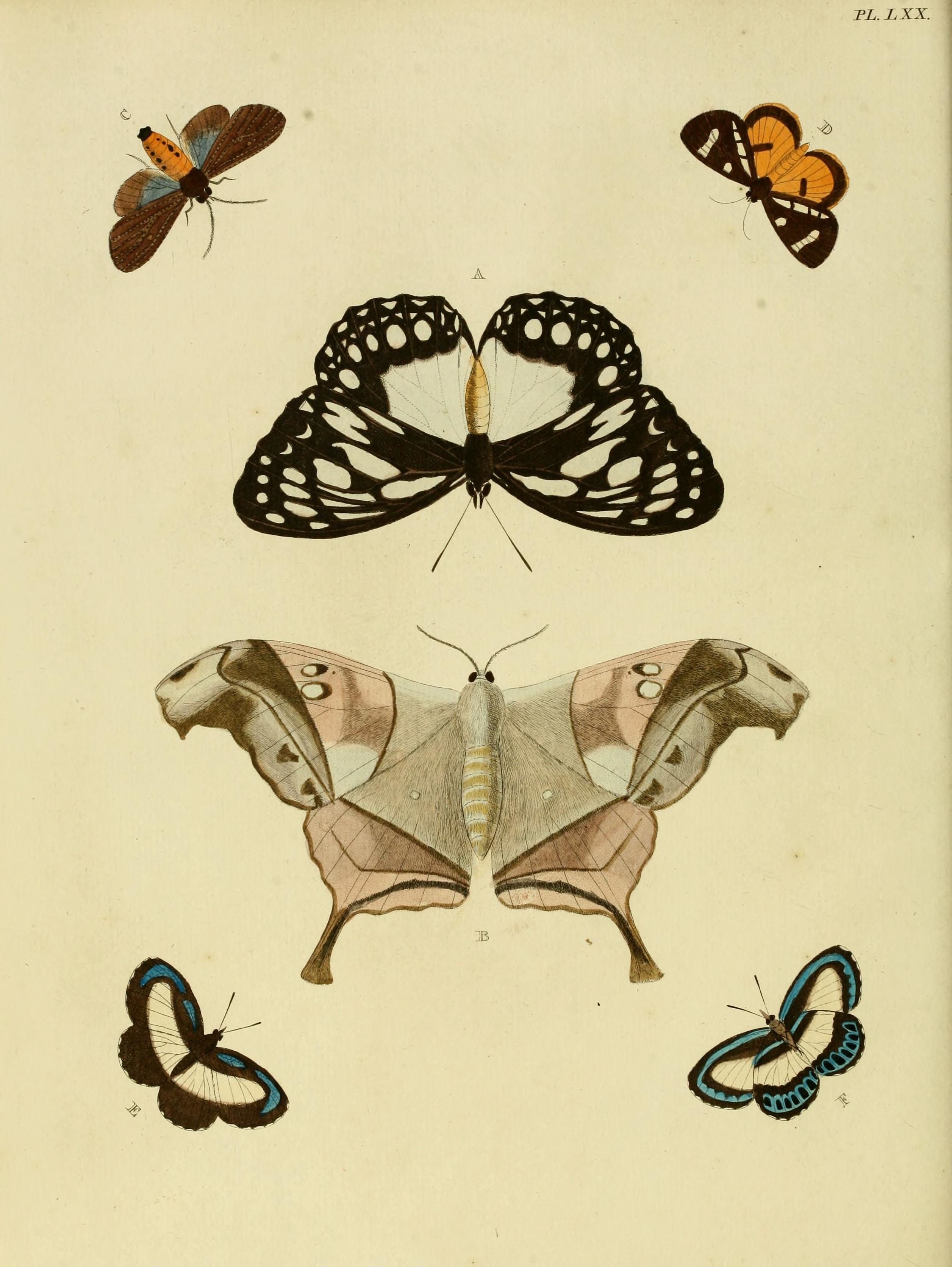
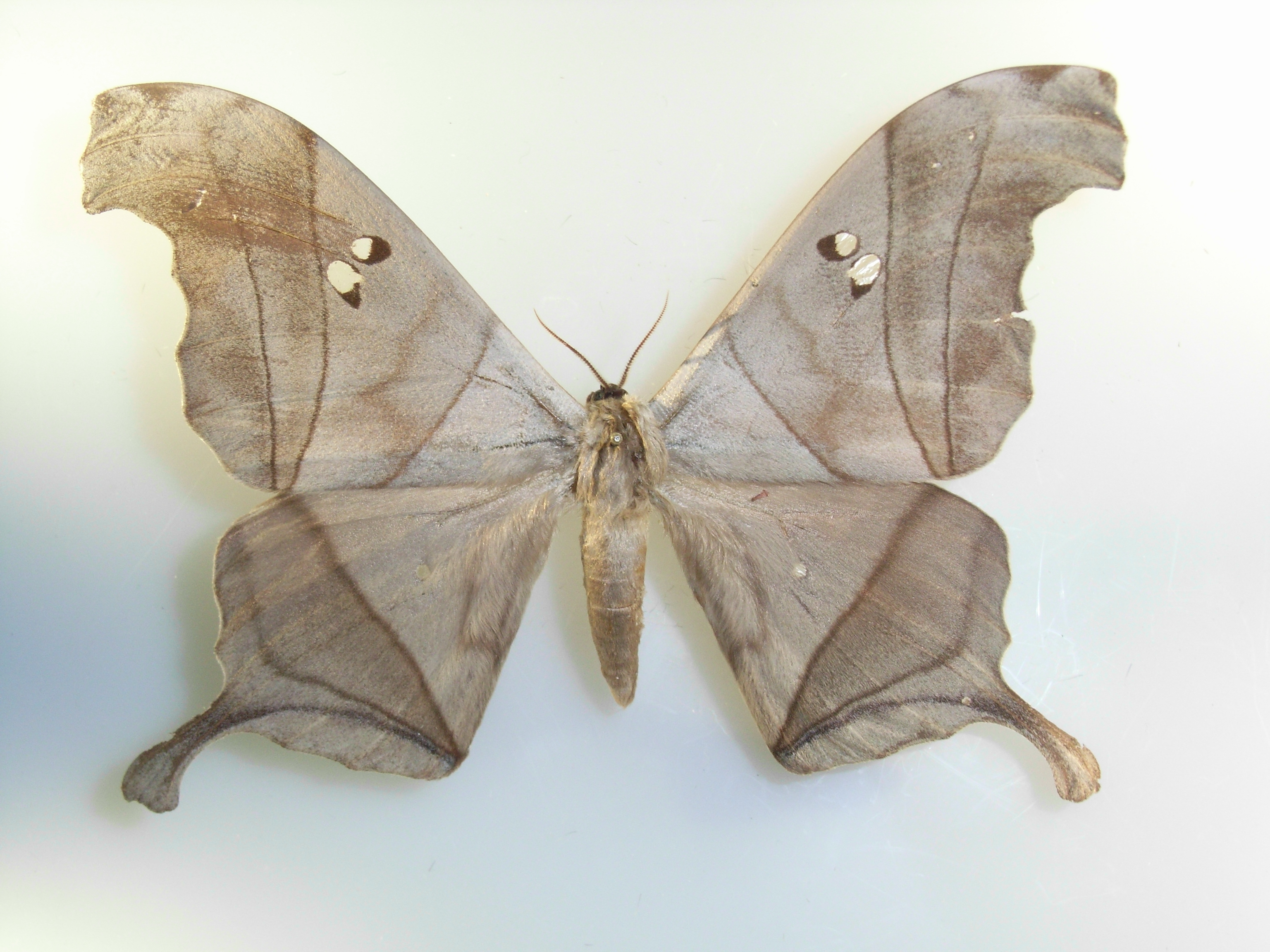